# Aéroport international General Mitchell de Milwaukee
L'aéroport international General Mitchell de Milwaukee (code IATA : MKE • code OACI : KMKE) est un aéroport public situé à 8 km au sud du centre-ville de Milwaukee (25e ville des États-Unis de par sa population), dans l'État du Wisconsin. L'aéroport se trouve à environ 150 km au nord de Chicago. 
C'est le quarante-neuvième aéroport nord-américain avec plus de 7,9 millions de passagers qui y ont transité en 2009

## Les pistes

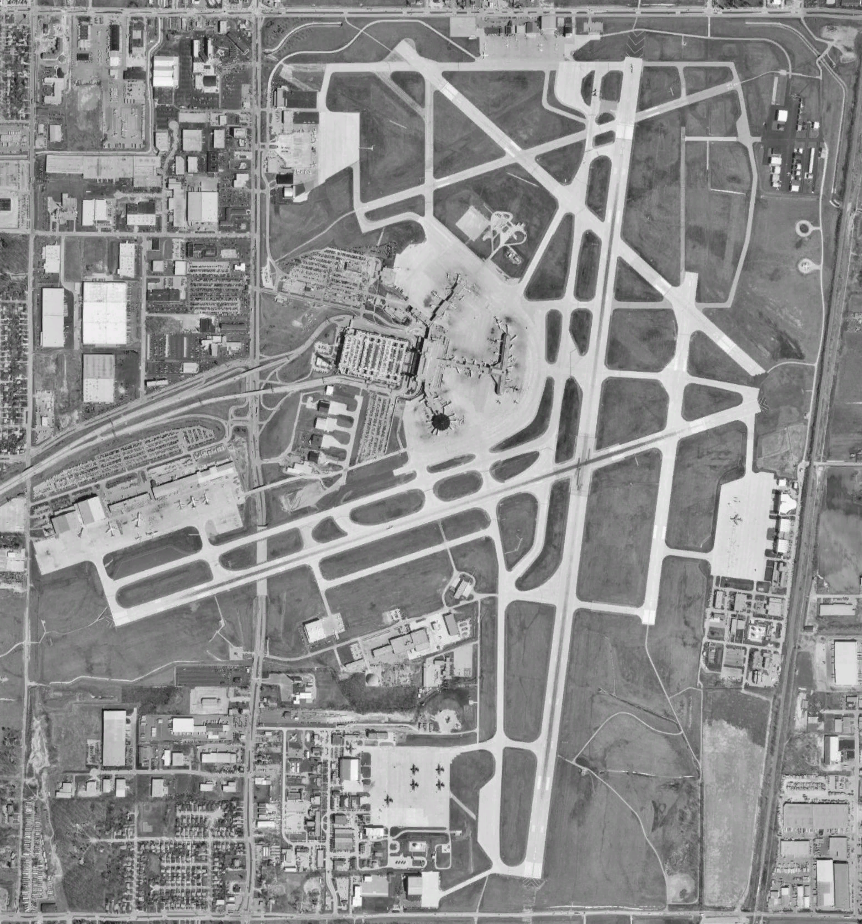
Vue aérienne de l'Aéroport international General Mitchell de Milwaukee.

Après un accident le 21 janvier 2007 du vol NW-1726 concernant un décollage manqué, la plupart des aéroports sont encouragés d'avoir une zone tampon en fin de piste d'au minimum 1000 pieds (305 mètres). Les pistes 1 et 4 sont concernées et subiront une modification.
- Piste 1: 2 954 puis 3 258 m; 9 690 puis 10 690 ft
- Piste 4: 2 442 puis 2 746 m; 8 012 puis 9 012 ft

## Situation
| \| 50 km1:7 465 000 \| Appleton Green Bay La Crosse Madison Milwaukee Mosinee Rhinelander Eau Claire |
| 50 km1:7 465 000                                                                                     |

## Statistiques
Pour des raisons techniques, il est temporairement impossible d'afficher le graphique qui aurait dû être présenté ici.

Voir la requête brute et les sources sur Wikidata.

## Compagnies et destinations
| Compagnies         | Destinations |
| ------------------ | --- |
| Air Canada Express | Toronto (Pearson) |
| Alaska Airlines    | Seattle-Tacoma |
| American Airlines  | Charlotte-Douglas, Dallas-Fort Worth, Phoenix-Sky Harbor |
| American Eagle     | Charlotte-Douglas, Chicago-O'Hare, Dallas-Fort Worth, Philadelphie |
| Delta Air Lines    | Atlanta H.-Jackson, Détroit, Minneapolis-Saint-Paul, Salt Lake City, Seattle-Tacoma En saison : Cancún |
| Delta Connection   | Boston Logan, Détroit, Minneapolis-Saint-Paul, New York-LaGuardia |
| Frontier Airlines  | Denver, Las Vegas-Harry-Reid, Orlando, Tampa En saison : Fort Myers, Philadelphie, Phoenix-Sky Harbor |
| Southwest Airlines | Atlanta H.-Jackson, Baltimore-T. Marshall, Cleveland-Hopkins, Dallas-Love Field, Denver, Fort Lauderdale-Hollywood, Fort Myers, Houston-W. P. Hobby, Kansas City, Las Vegas-Harry-Reid, Nashville, Orlando, Phoenix-Sky Harbor, Lambert-Saint Louis, Tampa, Washington-Reagan En saison : Boston Logan , Cancún, Los Angeles, San Francisco, Seattle-Tacoma |
| United Airlines    | Denver En saison : San Francisco |
| United Express     | Chicago-O'Hare, Denver, Houston-George Bush, Newark-Liberty |

Édité le 20/02/2020